# Alvarezsauroidea
Alvarezsauroidea (zástupci = alvarezsauroidi) je nadčeleď malých dravých nebo hmyzožravých (teropodních) dinosaurů, žijících v období pozdní jury až nejpozdnější křídy (před 160 až 66 miliony let). Jejich fosilní pozůstatky jsou známé z území Asie, Severní i Jižní Ameriky a Evropy. Nadčeleď byla definována argentinským paleontologem José F. Bonapartem v roce 1991.

## Popis

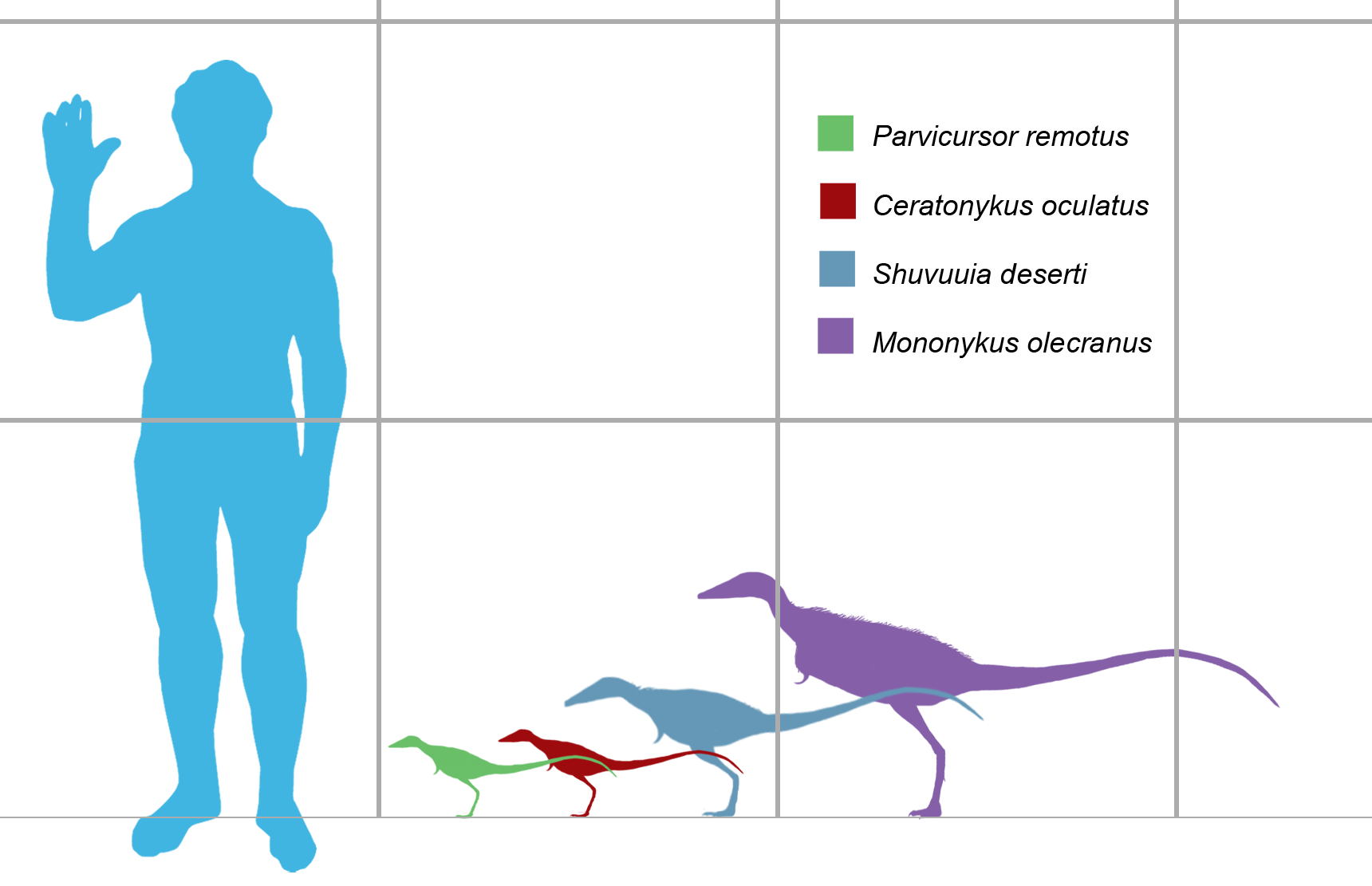
Velikostní srovnání několika druhů alvarezsauridů.

Fosilie těchto dinosaurů byly poprvé rozeznány v 90. letech 20. století, od té doby jejich nálezů výrazně přibylo. Nejvíce jich dnes známe z území Číny. Původně byli tito dlouhonozí běžci považováni za primitivní, druhotně nelétavé ptáky, dnes je vědci obecně považují za zástupce skupiny Maniraptoriformes nebo za blízké příbuzné skupiny Ornithomimosauria v rámci kladu Ornithomimiformes.
Tito dinosauři byli vysoce specializovaní a jejich anatomie byla uzpůsobena životnímu stylu insektivorů. Jejich přední končetiny byly redukované a tenké čelisti nesly drobné zoubky. Byli zřejmě specializováni na pojídání termitů nebo jiných koloniálně žijících bezobratlých. Alvarezsauridi dosahovali délky v rozmezí pouhých 0,5 až 2,5 metru, někteří však mohli být i větší. Přinejmenším jeden rod - Shuvuuia - vykazoval také prokazatelné tělesné opeření (patří k tzv. opeřeným dinosaurům). Je pravděpodobné, že se stejně jako v případě ostatních teropodů jednalo o teplokrevné a aktivní živočichy.

## Vývoj skupiny
Nejstarší známé fosilie alvarezsauroidů pocházejí z čínské provincie Sin-ťiang a mají stáří kolem 160,1 milionu let (druh Haplocheirus sollers). Nejstarší zástupci z vývojově vyspělé čeledi Alvarezsauridae pocházejí z geologického souvrství Bissekty na území dnešního Uzbekistánu a mají stáří kolem 90 milionů let. Právě v oblasti střední Asie mohla tato skupina vzniknout. V současnosti jsou taxonomie, systematika a evoluční trendy u této specializované skupiny teropodů již poměrně dobře zmapovány.
Alvarezsauroidi vyhynuli spolu s dalšími druhohorními dinosaury (s výjimkou ptáků) na samotném konci křídy, před 66 miliony let, v rámci hromadného vymírání K-Pg. Posledním známým druhem této nadčeledi je Trierarchuncus prairiensis, objevený v sedimentech souvrství Hell Creek na území Montany.
V evoluci této skupiny lze pozorovat zřetelný evoluční trend k postupné miniaturizaci tělesných rozměrů.